# Tyrone Grant
Tyrone Jeremy Grant (Brooklyn, 24 gennaio 1977) è un ex cestista statunitense naturalizzato italiano.

## Biografia
Dal 2009 dispone anche del passaporto italiano, ottenuto per matrimonio con la cittadina italiana Cinzia Giovinco.
È padre della tennista italo-statunitense Tyra Caterina Grant.

## Carriera
Dopo aver completato il quadriennio universitario (1995-1999) presso la St. John's University, ha iniziato la carriera professionistica militando in formazioni delle leghe minori statunitensi, come la IBL e la USBL, oltre che in Argentina.
La sua prima esperienza in Italia risale al 2000, quando approdò al Basket Livorno in Serie A2 disputando 23 partite con una media di 18,7 punti e 8,9 rimbalzi, prima di fare ritorno negli Stati Uniti nel marzo del 2001 a stagione ancora in corso.
Nel campionato successivo, dopo un'ulteriore parentesi in Argentina e nella USBL, fece il debutto in Serie A con la Scandone Avellino, partecipando a tutte le 36 gare della regular season 2001-2002, conclusa con la salvezza della squadra irpina. In quella stagione registrò una media di 16,0 punti e 7,3 rimbalzi a partita.
Per la stagione 2002-2003 tornò in seconda serie, nel frattempo ridenominata Legadue, firmando con il neopromosso Teramo Basket. Con una media di 17,7 punti e 10,7 rimbalzi per incontro, fu uno dei principali artefici della promozione in Serie A, insieme ad altri giocatori come Mario Boni e Ryan Hoover. La dirigenza abruzzese lo confermò anche per l'annata successiva, ma il suo girone di andata della Serie A 2003-2004 fu condizionato da due fratture alla mano destra: la prima riportata in allenamento nel precampionato e la seconda durante la sconfitta interna contro Roma. In 23 presenze contribuì comunque al conseguimento della salvezza, facendo registrare una media di 19,0 punti e 8,2 rimbalzi ad incontro.
Nel 2004-2005 disputò l'A1 Ethniki greca con l'Olympia Larissa, dove registrò una media di 16,2 punti a partita e si classificò terzo miglior rimbalzista del campionato con 8,6 di media.
La stagione successiva iniziò nella Liga ACB spagnola con il Breogán, con cui disputò 13 partite, facendo registrare una media di 9,8 punti. Giocò 13 partite a poco meno di 10 punti di media (9,8), poi tra dicembre e gennaio, in rotta con il tecnico Moncho López, lasciò il club galiziano che lo accusò di indisciplina. Risolto il contratto con gli iberici, a gennaio fece ritorno in Italia venendo ingaggiato dall'Olimpia Milano fino al termine della stagione. Nelle prime due partite venne utilizzato rispettivamente 26 e 27 minuti, ma dopo questi due incontri successivamente l'allenatore Lino Lardo venne esonerato e sostituito da Aleksandar Đorđević, che nel finale da stagione lo impiegò con un minutaggio talvolta più basso.
Grant iniziò poi il 2006-2007 in Corea del Sud al KCC Egis, dove viaggiò a 16,1 punti e 8,3 rimbalzi pur nella squadra ultima in classifica. Nell'aprile 2007 approdò alla Virtus Bologna per il finale di campionato come sostituto dell'infortunato Kris Lang, anche il suo minutaggio in ogni partita non superò mai i 20 minuti. Il minutaggio di Grant in Emilia fu di 12,8 minuti in otto gare di regular season e di 11,3 minuti in sette presenze nei play-off. Le Vu Nere allenate da Zare Markovski quell'anno raggiunsero la finale scudetto, dove furono sconfitte dalla Montepaschi Siena. 
Per il 2007-2008 scese in Legadue alla matricola Veroli Basket, formazione al debutto assoluto nella seconda serie nazionale. Dei giallorossi ciociari fu il centro titolare, facendo registrare una media di 16,4 punti e 8,5 rimbalzi a partita e contribuendo al raggiungimento della salvezza.
Dopo alcune esperienze all'estero tra Libia, Francia e Israele, Grant si allenò per alcuni mesi a Vigevano, dove risiedeva. Nel gennaio 2010 firmò un contratto mensile con la Benetton Treviso, grazie anche allo status di cittadino italiano ottenuto nel frattempo tramite matrimonio. In biancoverde giocò due gare di Serie A ed altrettante di Eurocup. Terminò l'annata alla Reyer Venezia, all'epoca impegnata nella Legadue 2010-2011, mettendo a segno 6,2 punti e 5,5 rimbalzi in 20,6 minuti di media.
Nella seconda parte della stagione 2010-2011 ebbe infine una parentesi in Grecia all'Īlysiakos.